# Troisième circonscription de la préfecture d'Ishikawa
La troisième circonscription de la préfecture d'Ishikawa (石川県第3区, Ishikawa-ken dai-san-ku) est l'une des trois circonscriptions législatives que compte la préfecture d'Ishikawa au Japon.

## Description géographique
Entre 1994 et 2013, la troisième circonscription de la préfecture d'Ishikawa regroupait les villes de Nanao, Wajima, Suzu et Hakui et les districts de Kahoku, Hakui, Kashima, Fugeshi (ja) et Suzu (ja).
Depuis 2013, elle comprend les villes de Nanao, Wajima, Suzu, Hakui et Kahoku ainsi que les districts de Kahoku, Hakui, Kashima et Hōsu,.

## Députés
| Législature | Début de mandat | Fin de mandat | Député élu           | Parti politique | Parti politique |
| ----------- | --------------- | ------------- | -------------------- | --------------- | --------------- |
| 41e         | 1996            | 2000          | Tsutomu Kawara (ja)  |                 | PLD             |
| 42e         | 2000            | 2003          | Tsutomu Kawara (ja)  |                 | PLD             |
| 43e         | 2003            | 2005          | Tsutomu Kawara (ja)  |                 | PLD             |
| 44e         | 2005            | 2009          | Shigeo Kitamura (ja) |                 | PLD             |
| 45e         | 2009            | 2012          | Kazuya Kondō (ja)    |                 | PDJ             |
| 46e         | 2012            | 2014          | Shigeo Kitamura      |                 | PLD             |
| 47e         | 2014            | 2017          | Shigeo Kitamura      |                 | PLD             |
| 48e         | 2017            | 2021          | Shōji Nishida (ja)   |                 | PLD             |
| 49e         | 2021            | 2024          | Shōji Nishida (ja)   |                 | PLD             |
| 50e         | 2024            | -             | Kazuya Kondō         |                 | PDC             |